# Ancy-le-Libre
Ancy-le-Libre è un comune francese di 192 abitanti situato nel dipartimento della Yonne nella regione della Borgogna-Franca Contea.

## Società

### Evoluzione demografica
Abitanti censiti